# Battlefield 1942: The Road to Rome
Battlefield: 1942: The Road to Rome (tạm dịch: Chiến trường: 1942: Con đường đến Rome) là một bản mở rộng cho game Battlefield 1942 do hãng Digital Illusions CE phát triển và Electronic Arts phát hành vào ngày 4 tháng 2 năm 2003. Sáu bản đồ bổ sung thêm những trận chiến diễn ra tại Ý (Chẳng hạn như Chiến dịch Husky và trận Anzio), cùng với tám loại khí tài mới gồm máy bay tiêm kích hạng nặng Bf 110 của Đức và chiến đấu cơ đa năng Mosquito cùng xe tăng hạng trung M3 Grant của Anh. Lực lượng Pháp và Ý trong game ít có tác động tới lối chơi. Công binh có thể gắn một lưỡi lê trên súng trường của họ để đánh giáp lá cà. Ngoài ra còn bổ sung thêm khẩu Breda 30 của Ý và Sten SMG của Anh. Chẳng có đoạn phim mở đầu nào mới hoàn toàn, thay vào đó là những cảnh thêm vào đoạn phim mở đầu của bản gốc Battlefield 1942.

## Đón nhận
Battlefield 1942: The Road to Rome nhìn chung nhận được đánh giá khá là tích cực. IGN đã chấm cho game 9.1 điểm và GameSpot chấm 8.9 điểm. Những gì bị chỉ trích là thiếu phần chơi nối mạng, thiếu vũ khí mới, (chỉ có khẩu Breda 30 của Ý và Sten Mk.II của Anh và Pháp) và tính bất ổn tăng lên. Một tính năng được ưa chuộng là thiết kế màn chơi.